# GJ 758 C
GJ 758 C是一颗环绕GV恒星GJ 758运行的类行星天体，可能是一颗太阳系外行星，也有可能是褐矮星。它位于天琴座，距离地球约54.5光年。
GJ 758 B是由日本昴星团望远镜的高对比度日冕成像仪和自适应光学系统(HiCIAO)通过遮挡中央恒星的光芒而直接发现的。如果观测结果得到确认GJ 758 B将是少数几颗通过直接探测而发现的太阳系外行星。